# Бауэр, Иоганн Герман
Иоганн Герман Бауэр (нем. Johann Hermann Bauer; 30 июня 1861, Прага — 5 апреля 1891, Гориция) — австро-венгерский шахматист.
В 1886 году переезжает из Праги в Вену, где вначале работает бухгалтером.
Автор книги «Schach-Lexicon». Успешно выступил в венском турнире 1890 года, где поделил 2-3 места с Б. Флейсигом.

## Спортивные результаты
| Год  | Город     | Турнир                                    | + | − | = | Результат | Место |
| ---- | --------- | ----------------------------------------- | - | - | - | --------- | ----- |
| 1889 | Бреслау   | 6-й конгресс Германского шахматного союза |   |   |   | 10 из 17  | 4—7   |
| 1889 | Амстердам | Международный турнир                      | 2 | 3 | 3 | 3,5 из 8  | 6     |
| 1890 | Вена      | Вена 1890, 1-й мемориал И. Колиша         |   |   |   | 10 из 16  | 2—3   |
| 1890 | Грац      | Международный турнир                      |   |   |   | 4,5 из 6  | 2     |